# Günther Brennecke
Günther Brennecke, född 13 januari 1927 i Goslar, död där 25 februari 2014, var en tysk före detta landhockeyspelare.
Brennecke blev olympisk bronsmedaljör i landhockey vid sommarspelen 1956 i Melbourne.